# Чемпіонат світу з футболу 1978 (група B)
У Групі B на другому груповому етапі чемпіонату світу з футболу 1978 чотири команди визначали між собою одного учасника фіналу світової першості, а також одного учасника гри за третє місце турніру.
Учасниками другого групового турніру ставали команди, які посіли перше і друге місця у кожній із чотирьох груп першого групового етапу. Відповідно до Групи B потрапили переможці другої і четвертої груп, збірні Польщі та Перу, а також господарі турніру аргентинці та збірна Бразилії, що фінішували другими у першій і третій групах першого групового етапу.
Матчі у Групі A проходили з 14 по 21 червня 1978 року на стадіонах Мальвінас Архентінас у Мендосі та Естадіо Хіганте де Арроїто у Росаріо за круговою системою, за якої кожна команда проводила по одній грі із кожним із суперників. За їх результатами збірна Аргентини стала переможцем Групи і, відповідно, учасником фіналу чемпіонату, а  футболісти Бразилії посіли друге місце у групі і брали участь у грі за бронзові нагороди чемпіонату.

## Учасники
Учасниками змагання у Групі B на другому груповому етапі стали переможці Груп 2 і 4, а також команди, що посіли другі місця в групах 1 і 3 першого групового етапу.
| Група | Переможці   |
| ----- | ----------- |
| 2     | Польща      |
| 4     | Перу        |
| Група | Другі місця |
| 1     | Аргентина   |
| 3     | Бразилія    |

## Турнірне становище
| Поз | Команда   | І | В | Н | П | ГЗ | ГП | РГ  | О | Кваліфікація                |
| --- | --------- | - | - | - | - | -- | -- | --- | - | --------------------------- |
| 1   | Аргентина | 3 | 2 | 1 | 0 | 8  | 0  | +8  | 5 | Вихід до фіналу             |
| 2   | Бразилія  | 3 | 2 | 1 | 0 | 6  | 1  | +5  | 5 | Вихід до гри за третє місце |
| 3   | Польща    | 3 | 1 | 0 | 2 | 2  | 5  | −3  | 2 |                             |
| 4   | Перу      | 3 | 0 | 0 | 3 | 0  | 10 | −10 | 0 |                             |

## Матчі

### Бразилія — Перу
Перуанці продемонстрували досить пасивну гру, не лише практично не загрожуючи воротам суперників, але й недостатньо щільно граючи з ними у захисті. У результаті вже за перші півгодини гри бразильцям вдалося забезпечити собі доволі комфортну двогольову перевагу — спочатку Дірсеу реалізував дальній штрафний удар, а згодом він же забив із гри. У середині другого тайму перуанський захисник Хайме Дуарте смикнув за футболку Роберто Динаміта у власному карному майданчику, що дозволило бразильцям відзначитися утретє — пенальті реалізував Зіку, який вийшов на заміну лише двома хвилинами раніше.
| 14 червня 1978 16:45 ART |

| Бразилія                        | 3–0      | Перу |
| ------------------------------- | -------- | ---- |
| Дірсеу 15', 27' Зіку 72' (пен.) | Протокол |      |

| Мальвінас Архентінас, Мендоса Глядачів: 31,278 Арбітр: Ніколае Райня (Румунія) |

| ВР                | 1  | Емерсон Леао (к) |     |     |
| ЗХ                | 2  | Тоніньйо         |     | 76' |
| ЗХ                | 3  | Оскар            |     |     |
| ЗХ                | 4  | Амарал           |     |     |
| ЗХ                | 16 | Родрігес Нето    |     |     |
| ПЗ                | 17 | Батіста          |     |     |
| ПЗ                | 5  | Тоніньйо Серезо  |     |     |
| ПЗ                | 11 | Дірсеу           |     |     |
| НП                | 18 | Жил              |     | 70' |
| НП                | 19 | Жорже Мендонса   |     |     |
| НП                | 20 | Роберто Динаміт  | ЖК  |     |
| Заміни:           |    |                  |     |     |
| ПЗ                | 8  | Зіку             | 70' |     |
| ПЗ                | 21 | Шикао            | 76' |     |
| Головний тренер:  |    |                  |     |     |
| Клаудіо Коутіньйо |    |                  |     |     |

| ВР               | 21 | Рамон Кірога        |     |     |
| ЗХ               | 4  | Ектор Чумпітас (к)  |     |     |
| ЗХ               | 3  | Родульфо Мансо      |     |     |
| ЗХ               | 2  | Хайме Дуарте        |     |     |
| ЗХ               | 5  | Рубен Діас          |     | 11' |
| ПЗ               | 6  | Хосе Веласкес       | ЖК  |     |
| ПЗ               | 8  | Сесар Куето         |     |     |
| ПЗ               | 10 | Теофіло Кубільяс    |     |     |
| НП               | 7  | Хуан Муньянте       |     |     |
| НП               | 11 | Хуан Карлос Облітас |     | 46' |
| НП               | 19 | Гільєрмо Ла Роса    |     |     |
| Заміни:          |    |                     |     |     |
| ЗХ               | 14 | Хосе Наварро        | 11' |     |
| НП               | 9  | Персі Рохас         | 46' |     |
| Головний тренер: |    |                     |     |     |
| Маркос Кальдерон |    |                     |     |     |

### Аргентина — Польща
Гру через травму пропускав Леопольдо Луке, за відсутності якого роль лідера атак аргентинців взяв на себе молодий Маріо Кемпес, єдиний гравець у складі господарів турніру, що представляв іноземну команду, а саме іспанську «Валенсію». Відкрити рахунок зустрічі Кампосу вдалося вже на 16-ій хвилині, на якій він вчасно встиг на навіс на ближню стійку з лівого флангу від Бертоні і вразив ворота поляків.
Наприкінці першої половини гри той же Кемпес відзначився і біля власних воріт, де відбив удар головою Гжегожа Лято на самісенькій лінії воріт, щоправда зробив це не без допомоги руки, тож поляки заробили право на пенальті. Утім їх капітан Казімеж Дейна пробив заблизько від воротаря, дозволивши Фільйолю зберегти свої ворота недоторканими.
А в середині другого тайму тому ж Кемпесу вдалося подвоїти перевагу аргентинців, обігравши захисника суперників і пробивши низом повз їх воротаря.
| 14 червня 1978 19:15 ART |

| Аргентина       | 2–0      | Польща |
| --------------- | -------- | ------ |
| Кемпес 16', 71' | Протокол |        |

| Естадіо Хіганте де Арроїто, Росаріо Глядачів: 37,091 Арбітр: Ульф Ерікссон (Швеція) |

| ВР                 | 5  | Убальдо Фільйоль       |    |     |
| ЗХ                 | 19 | Данієль Пассарелла (к) |    |     |
| ЗХ                 | 7  | Луїс Гальван           |    |     |
| ЗХ                 | 20 | Альберто Тарантіні     |    |     |
| ЗХ                 | 15 | Хорхе Ольгін           |    |     |
| ПЗ                 | 6  | Амеріко Гальєго        | ЖК |     |
| ПЗ                 | 2  | Освальдо Арділес       |    |     |
| ПЗ                 | 21 | Хосе Даніель Валенсія  |    | 46' |
| НП                 | 9  | Рене Гаусман           |    | 83' |
| НП                 | 10 | Маріо Кемпес           |    |     |
| НП                 | 4  | Даніель Бертоні        |    |     |
| Заміни:            |    |                        |    |     |
| ПЗ                 | 22 | Рікардо Вілья          |    | 46' |
| НП                 | 16 | Оскар Альберто Ортіс   |    | 83' |
| Головний тренер:   |    |                        |    |     |
| Сесар Луїс Менотті |    |                        |    |     |

| ВР               | 1  | Ян Томашевський      |     |     |
| ЗХ               | 8  | Генрик Касперчак     |     |     |
| ЗХ               | 9  | Владислав Жмуда      |     |     |
| ЗХ               | 3  | Генрик Мацулевич     | ЖК  |     |
| ЗХ               | 4  | Антоній Шимановський |     |     |
| ПЗ               | 5  | Адам Навалка         |     |     |
| ПЗ               | 11 | Богдан Машталер      |     | 64' |
| ПЗ               | 12 | Казімеж Дейна (к)    |     |     |
| ПЗ               | 18 | Збігнев Бонек        |     |     |
| НП               | 16 | Гжегож Лято          |     |     |
| НП               | 17 | Анджей Шармах        |     |     |
| Заміни:          |    |                      |     |     |
| НП               | 2  | Влодзімеж Мазур      | 64' |     |
| Головний тренер: |    |                      |     |     |
| Яцек Гмох        |    |                      |     |     |

### Перу — Польща
Польща зберегла шанси на вихід до фіналу турніру, мінімально здолавши номінального аутсайдера групи. Перуанці досить успішно оборонялися, зокрема чергову впевнену гру проводив їх воротар Рамон Кірога. Однак у середині другого тайму вони виявилися безсилими завадити Анджею Шармаху успішно замкнути у падінні головою навіс від Гжегожа Лято.
Наприкінці гри збірна Перу, яка намагался відігратися, була близькою аби пропустити удргуе, проте її воротар Кірога зіграв як останній захисник, перервавши контратаку поляків біля центральної лінії поля ціною попередження, зігравши у підкаті в ноги того ж Лято.
| 18 червня 1978 13:45 ART |

| Перу | 0–1      | Польща        |
| ---- | -------- | ------------- |
|      | Протокол | А. Шармах 65' |

| Мальвінас Архентінас, Мендоса Глядачів: 35,288 Арбітр: Пет Партридж (Англія) |

| ВР               | 21 | Рамон Кірога        | 89' |     |
| ЗХ               | 4  | Ектор Чумпітас (к)  |     |     |
| ЗХ               | 3  | Родульфо Мансо      | 7'  |     |
| ЗХ               | 2  | Хайме Дуарте        |     |     |
| ЗХ               | 14 | Хосе Наварро        |     |     |
| ПЗ               | 8  | Сесар Куето         |     |     |
| ПЗ               | 10 | Теофіло Кубільяс    |     |     |
| ПЗ               | 17 | Альфредо Кесада     |     |     |
| НП               | 7  | Хуан Муньянте       |     | 46' |
| НП               | 11 | Хуан Карлос Облітас |     |     |
| НП               | 19 | Гільєрмо Ла Роса    |     | 74' |
| Заміни:          |    |                     |     |     |
| ПЗ               | 9  | Персі Рохас         |     | 46' |
| НП               | 20 | Уго Сотіль          |     | 74' |
| Головний тренер: |    |                     |     |     |
| Маркос Кальдерон |    |                     |     |     |

| ВР               | 21 | Зигмунт Кукля        |     |     |
| ЗХ               | 3  | Генрик Мацулевич     |     |     |
| ЗХ               | 4  | Антоній Шимановський |     |     |
| DF               | 6  | Єжи Горгонь          | 59' |     |
| ЗХ               | 9  | Владислав Жмуда      |     |     |
| ПЗ               | 5  | Адам Навалка         |     |     |
| ПЗ               | 11 | Богдан Машталер      |     | 46' |
| ПЗ               | 12 | Казімеж Дейна (к)    |     |     |
| ПЗ               | 18 | Збігнев Бонек        | 75' | 86' |
| НП               | 16 | Гжегож Лято          |     |     |
| НП               | 17 | Анджей Шармах        |     |     |
| Заміни:          |    |                      |     |     |
| ЗХ               | 8  | Генрик Касперчак     |     | 46' |
| НП               | 19 | Влодзімеж Любанський |     | 86' |
| Головний тренер: |    |                      |     |     |
| Яцек Гмох        |    |                      |     |     |

### Аргентина — Бразилія
У черговій зустрічі найсильніших збірних Південної Америки, які до того ж синхронно виграли свої ігри першого туру, обидві команди зробили ставку насамперед на грі в обороні, до того ж не чураючись застосовувати тактику дрібного фолу. Лишень за перші десять хвилин матчу його арбітр був змушений 17 разів зупиняти гру через порушення правил, а один з найактивніших гравців господарів турніру Освальдо Арділес не зумів вийти на другий тайм гри, отримавши цілу серію ударів по ногах по ходу першої її половини. Нульова нічия, судячи з усього, задовільнила обидві команди, які планували вирішити завлання виходу до фіналу турніру у своїх останніх іграх у групі.
| 18 червня 1978 19:15 ART |

| Аргентина | 0–0      | Бразилія |
| --------- | -------- | -------- |
|           | Протокол |          |

| Естадіо Хіганте де Арроїто, Росаріо Глядачів: 37,326 Арбітр: Карой Палотаї (Угорщина) |

| ВР                 | 5  | Убальдо Фільйоль       |    |     |
| ЗХ                 | 19 | Данієль Пассарелла (к) |    |     |
| ЗХ                 | 7  | Луїс Гальван           |    |     |
| ЗХ                 | 20 | Альберто Тарантіні     |    |     |
| ЗХ                 | 15 | Хорхе Ольгін           |    |     |
| ПЗ                 | 6  | Амеріко Гальєго        |    |     |
| ПЗ                 | 2  | Освальдо Арділес       |    | 46' |
| ПЗ                 | 10 | Маріо Кемпес           |    |     |
| НП                 | 4  | Даніель Бертоні        |    |     |
| НП                 | 16 | Оскар Альберто Ортіс   |    | 60' |
| НП                 | 14 | Леопольдо Луке         |    |     |
| Заміни:            |    |                        |    |     |
| ПЗ                 | 22 | Рікардо Вілья          | ЖК | 46' |
| НП                 | 1  | Норберто Алонсо        |    | 60' |
| Головний тренер:   |    |                        |    |     |
| Сесар Луїс Менотті |    |                        |    |     |

| ВР                | 1  | Емерсон Леао (к) |    |     |
| ЗХ                | 2  | Тоніньйо         |    |     |
| ЗХ                | 3  | Оскар            |    |     |
| ЗХ                | 4  | Амарал           |    |     |
| ЗХ                | 16 | Родрігес Нето    |    | 34' |
| ПЗ                | 17 | Батіста          |    |     |
| ПЗ                | 21 | Шикао            | ЖК |     |
| ПЗ                | 11 | Дірсеу           |    |     |
| НП                | 18 | Жил              |    |     |
| НП                | 19 | Жорже Мендонса   |    | 67' |
| НП                | 20 | Роберто Динаміт  |    |     |
| Заміни:           |    |                  |    |     |
| ЗХ                | 6  | Едіньйо          | ЖК | 34' |
| ПЗ                | 8  | Зіку             | ЖК | 67' |
| Головний тренер:  |    |                  |    |     |
| Клаудіо Коутіньйо |    |                  |    |     |

### Бразилія — Польща
Для виходу до фіналу чемпіонату бразильці мали обігрувати команду Польщі із різницею голів принаймні не гіршою, ніж перевага збірної Аргентини над перуанцями. Завдання ускладнювалося тим, що завершальний матч господарів турніру у другому груповому етапі проводився пізніше за гру Бразилія — Польща, тож бразильці мали спробувати забити якнайбільше, а згодом сподіватися, що збірна Аргентини не зможе перевершити їх результат.
Збірна Бразилії повела в рахунку на 13-ій хвилині завдяки майстерному виконанню удару зі штрафного від Неліньйо. Однак під завісу першого тайму захист південноамериканців не зумів вибити м'яч із власного карного майданчика, чим скористався Гжегож Лято, зрівнявши рахунок гри. Проте по ходу другого тайму двічі забив Роберто Динаміт, подарувавши уболівальникам Бразилії надію на вихід до фінальної гри. Обидва свої голи бразильський нападник забив на добиванні — спочатку після відскоку м'яча від стійки після удару Жорже Мендонси, а згодом на завершення атаки, по ходу якої каркас воріт збірної Польщі тричи приймав на себе удари від того ж Мендонси, Жила і Дірсеу.
| 21 червня 1978 16:45 ART |

| Бразилія                              | 3–1      | Польща   |
| ------------------------------------- | -------- | -------- |
| Неліньйо 13' Роберто Динаміт 58', 63' | Протокол | Лято 45' |

| Мальвінас Архентінас, Мендоса Глядачів: 39,586 Арбітр: Хуан Сільваньйо Каванна (Чилі) |

| ВР                | 1  | Емерсон Леао (к) |     |     |
| ЗХ                | 13 | Неліньйо         |     |     |
| ЗХ                | 3  | Оскар            |     |     |
| ЗХ                | 4  | Амарал           |     |     |
| ЗХ                | 2  | Тоніньйо         |     |     |
| ПЗ                | 17 | Батіста          |     |     |
| ПЗ                | 5  | Тоніньйо Серезо  | ЖК  | 77' |
| ПЗ                | 8  | Зіку             |     | 7'  |
| НП                | 11 | Дірсеу           |     |     |
| НП                | 18 | Жил              |     |     |
| НП                | 20 | Роберто Динаміт  |     |     |
| Заміни:           |    |                  |     |     |
| НП                | 19 | Жорже Мендонса   | ЖК  | 7'  |
| ПЗ                | 10 | Роберто Рівеліно | 77' |     |
| Головний тренер:  |    |                  |     |     |
| Клаудіо Коутіньйо |    |                  |     |     |

| ВР               | 21 | Зигмунт Кукля        |     |     |
| ЗХ               | 4  | Антоній Шимановський |     |     |
| ЗХ               | 9  | Владислав Жмуда      |     |     |
| ЗХ               | 6  | Єжи Горгонь          |     |     |
| ЗХ               | 3  | Генрик Мацулевич     |     |     |
| ПЗ               | 5  | Адам Навалка         |     |     |
| ПЗ               | 8  | Генрик Касперчак     |     | 64' |
| ПЗ               | 12 | Казімеж Дейна (к)    |     |     |
| ПЗ               | 18 | Збігнев Бонек        |     |     |
| НП               | 16 | Гжегож Лято          |     |     |
| НП               | 17 | Анджей Шармах        |     |     |
| Заміни:          |    |                      |     |     |
| НП               | 19 | Влодзімеж Любанський | 64' |     |
| Головний тренер: |    |                      |     |     |
| Яцек Гмох        |    |                      |     |     |

### Аргентина — Перу
Господарі фінальної частини турніру, збірна Аргентини, на момент початку гри знали результати матчу Бразилія — Польща і розуміли, що для виходу до фіналу їм необхідно вигравати із різницею у щонайменше три голи. Аргентинці упритул наблизилися до необхідного результату ще у першому таймі — спочатку герой попередньої гри Маріо Кемпес обіграв захисника Родульфо Мансо і відкрив рахунок, а за декілька хвилин до перерви Альберто Тарантіні ударом головою замкнув навіс з кутового.
А вже на 49-ій хвилині гри Аргентина отримала необхідний результат, її третій гол у грі забив все той же Кемпес. Досягнувши необхідної різниці голів, аргентинці почали діяти розкутіше і до завершення матчу ще тричі відзначилися забитими голами, зокрема двічі забив Леопольдо Луке. Надвпевнена перемога аргентинців вивела їх до фіналу турніру, залишивши бразильцям лише право участі і грі за третє місце. Такий результат викликав велике розчарування в Бразилії, звідки почали лунати звинувачення у договірному характері протистояння аргентинців і перуанців, окремо відзначалася невпевнена гра воротаря останніх Рамона Кіроги, якому згадали його аргентинське походження.
| 21 червня 1978 19:15 ART |

| Аргентина                                               | 6–0      | Перу |
| ------------------------------------------------------- | -------- | ---- |
| Кемпес 21', 49' Тарантіні 43' Луке 50', 72' Гаусман 67' | Протокол |      |

| Естадіо Хіганте де Арроїто, Росаріо Глядачів: 37,315 Арбітр: Роберт Вурц (Франція) |

| ВР                 | 5  | Убальдо Фільйоль       |  |     |
| ЗХ                 | 19 | Данієль Пассарелла (к) |  |     |
| ЗХ                 | 7  | Луїс Гальван           |  |     |
| ЗХ                 | 20 | Альберто Тарантіні     |  |     |
| ЗХ                 | 15 | Хорхе Ольгін           |  |     |
| ПЗ                 | 6  | Амеріко Гальєго        |  | 85' |
| ПЗ                 | 12 | Омар Ларроса           |  |     |
| ПЗ                 | 10 | Маріо Кемпес           |  |     |
| НП                 | 4  | Даніель Бертоні        |  | 64' |
| НП                 | 16 | Оскар Альберто Ортіс   |  |     |
| НП                 | 14 | Леопольдо Луке         |  |     |
| Заміни:            |    |                        |  |     |
| НП                 | 9  | Рене Гаусман           |  | 64' |
| ПЗ                 | 17 | Мігель Ов'єдо          |  | 85' |
| Головний тренер:   |    |                        |  |     |
| Сесар Луїс Менотті |    |                        |  |     |

| ВР               | 21 | Рамон Кірога        |     |     |
| ЗХ               | 4  | Ектор Чумпітас (к)  |     |     |
| ЗХ               | 3  | Родульфо Мансо      |     |     |
| ЗХ               | 2  | Хайме Дуарте        |     |     |
| ЗХ               | 22 | Роберто Рохас       |     |     |
| ПЗ               | 17 | Альфредо Кесада     | ЖК  |     |
| ПЗ               | 6  | Хосе Веласкес       | ЖК  | 51' |
| ПЗ               | 8  | Сесар Куето         |     |     |
| НП               | 7  | Хуан Муньянте       |     |     |
| НП               | 11 | Хуан Карлос Облітас |     |     |
| НП               | 10 | Теофіло Кубільяс    |     |     |
| Заміни:          |    |                     |     |     |
| НП               | 16 | Рауль Горріті       | 51' |     |
| Головний тренер: |    |                     |     |     |
| Маркос Кальдерон |    |                     |     |     |